# Камберленд (Онтарио)

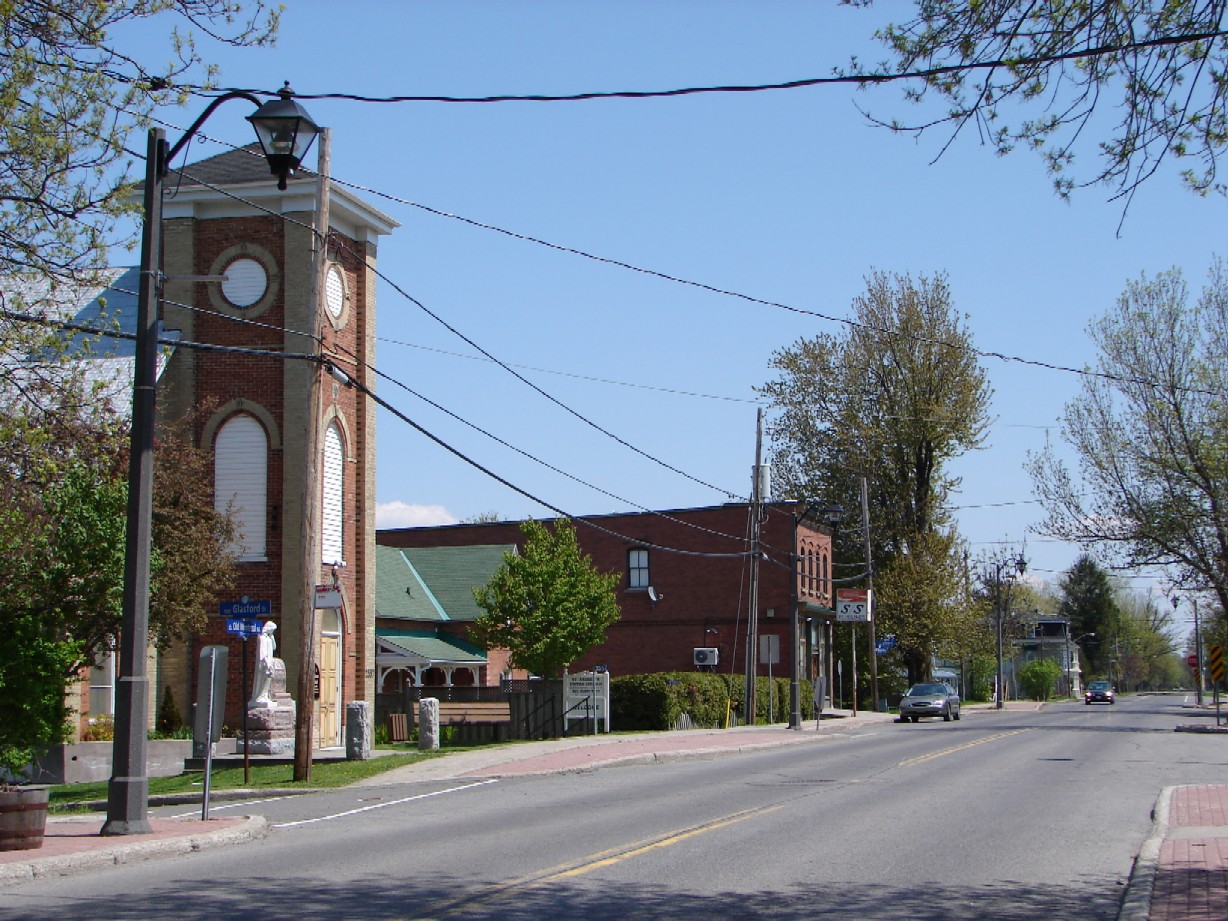
Камберленд: типичный деревенский ландшафт

Камберленд, англ. Cumberland — бывший тауншип к востоку от г. Оттава, существовавший в 1800—1999 гг. В 1999 г. получил статус города, однако уже в 2001 г. включён в состав г. Оттава.

## История
Камберленд возник в 1800 г. как тауншип округа Расселл. Он получил своё название в честь Эрнста Августа I, короля Ганновера, который носил титул герцога Камберлендского.
Когда в 1969 г. был расформирован соседний округ Карлтон, тауншип Камберленд был изъят из округа Расселл и включён в состав нового регионального муниципалитета Оттава-Карлтон.
Согласно переписи 2001 г., в Камберленде проживало 52430 человек; согласно переписи 2006 г., в границах 2001 г. проживало уже 62694 человека.
После включения в состав Оттавы часть территории Камберленда (в основном спальные районы) была передана в состав Орлинса, тогда как Камберленд остаётся преимущественно аграрным.

## Туризм и достопримечательности
- Cumberland Heritage Village Museum[3] — музей под открытым небом, реконструкция жизни в Канаде в конце 19 — начале 20 вв.
- Humanics Sanctuary and Sculpture Park (3468 Old Montreal Road)[4] — парк-музей необычных скульптур (несколько десятков).